# 닉 메넬

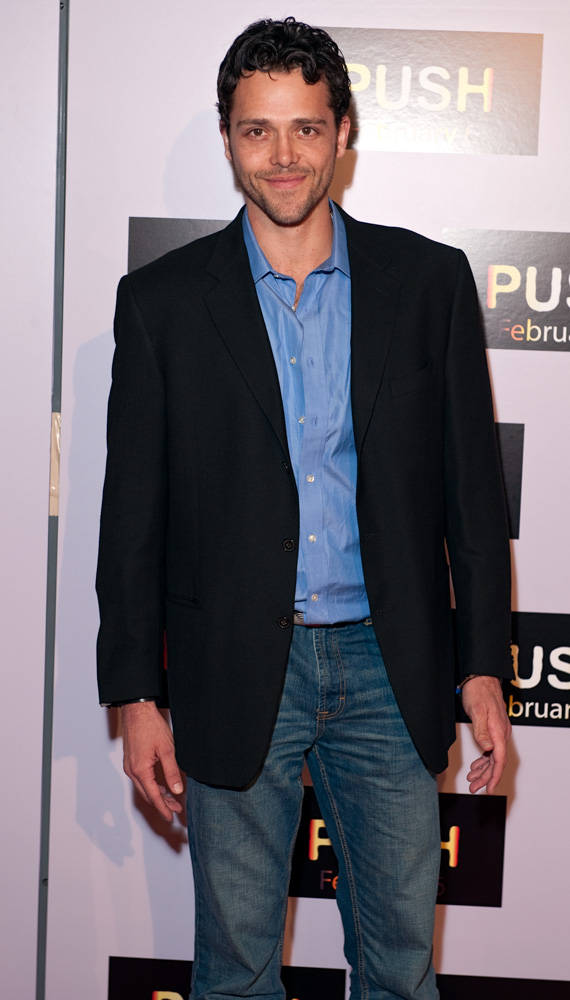

닉 메넬(Nick Mennell, 1976년 1월 1일 ~ )은 미국의 배우, 영화배우이다.

## 영화
- 레이첼 (2010년)
- 더 로스트 트리브 (2009년)
- 제이슨이었던 이름의 남자: 13일의 금요일 30년 (2009년) - 본인 역
- 13일의 금요일 (2009년) - 마이크 역
- 할로윈: 살인마의 탄생 (2007년)
- 마이 리틀 아이 (2002년)